# 鞋貓劍客2
是一部2022年美國3D電腦動畫冒險喜劇電影，由夢工廠動畫公司製作、環球影業發行。該片為2011年電影《鞋貓劍客》的續集，《史瑞克系列》的第六部作品，由喬爾·克勞佛執導，保羅·費雪與托米·斯威德羅撰寫劇本，安東尼奧·班德拉斯、莎瑪·海耶克、哈維·吉耶、佛蘿倫絲·普伊、奧莉薇亞·柯爾曼、雷·溫斯頓、山姆森·卡優、約翰·莫藍尼、華格納·莫拉、達芬·喬伊·藍道夫和安東尼·曼德茲配音。故事講述鞋貓偶然得知自己已經用盡了8次生命，僅剩下最後一次生命後，為了恢復先前失去的8次生命展開冒險的旅程。
《鞋貓劍客》的續集計劃於2012年11月開始，但一直處於開發地獄中，直到2018年11月恢復，照明娛樂創始人兼執行長克里斯·梅勒丹德利將擔任執片人。2019年2月宣佈，這部電影將由第一部電影的故事負責人兼2018年動畫電影《蜘蛛人：新宇宙》的聯合導演鮑伯·培斯奇提執導。然而，克勞佛於2021年3月與Mercado簽約並取代培斯奇提擔任導演。電影故事的靈感來自義大利西部電影，其中1966年電影《黃昏三鏢客》被引用為特殊影響。本片的動畫風格靈感來自《蜘蛛人：新宇宙》。憑藉新技術，製作團隊能夠賦予本片一種類似於西方童話故事的繪畫風格，與系列前作的視覺風格不同。
《鞋貓劍客2》由環球影業定於2022年11月26日在美國有限上映為期一天，2022年12月21日美國正式上映。電影獲得正面為主的評價，其中尤其是動畫、主題、配音、視覺效果、動作戲和呈現的幽默感備受影評家稱譽，更有評論認為電影較前作有所進步。本片入圍第95屆奧斯卡金像獎最佳動畫片與金球獎最佳動畫片，在第50屆安妮獎的六項提名中贏得最佳剪輯獎與最佳分鏡獎。

## 劇情
故事發生在《史瑞克快樂4神仙》事件的多年後。
在德爾馬鎮舉辦派對時，鞋貓劍客制服了一個被派對吵醒的巨人，但隨後被教堂的鐘聲壓扁了。鞋貓在鎮上的診所醒來後，醫生建議鞋貓退休，因為他已經失去了九條生命中的八條。鞋貓最初拒絕並認為醫生說的話是無稽之談，但當他在當地酒吧與一隻被他認為是賞金獵人的大灰狼決鬥時受傷並被迫丟下劍逃跑時，他才知道自己真的應該退休了。受到這一事件的創傷，鞋貓按照醫生的指示去了年邁的貓娘露娜媽媽的家，並把他的衣服埋在後院。幾個月後，鞋貓結識了一隻偽裝成貓、性格樂觀的吉娃娃，鞋貓叫它佩洛。犯罪家族金髮姑娘和三隻熊很快就找到露娜的家，打算僱傭鞋貓幫助他們偷一張顯示許願之星位置的地圖。在找到他的「墳墓」後，他們離開了，而在一旁偷聽的鞋貓決定親自找到許願之星，希望重拾九條命。
鞋貓和偷偷跟來的佩洛前往腐敗的糕點工廠老闆兼魔法文物收藏家大傑克·霍納的工廠，傑克打算用願望來控制世界上所有的魔法。在從傑克那裡偷地圖時，鞋貓意外遇到同樣為地圖而來的前未婚妻Q手吉蒂。鞋貓逃跑時短暫地看到遠處的大灰狼，而金髮姑娘和三隻熊和傑克則追趕三人組。他們最終都進入了黑暗森林，這是一個體現了旅行者記憶的錯覺的口袋維度。在隨後的衝突中，鞋貓驚恐發作，在再次看到大灰狼後逃跑，讓金髮姑娘成功從吉蒂手中奪走地圖。
佩洛找到鞋貓並讓他平靜下來後，鞋貓表明了他對自己在婚禮前落跑並拋棄吉蒂的恐懼和悔恨。吉蒂無意中聽到，並告訴他自己也沒有參加婚禮，原因是因為她認為鞋貓只愛自己。恢復活力後，鞋貓、佩洛和吉蒂取回了地圖，而金髮姑娘和三隻熊則被他們的森林小屋的幻象分散了注意力。在逃離金髮和三隻熊時，鞋貓被困在一個晶瑩剔透的洞穴裡，在那裡，他前世的倒影不斷嘲笑他改變了自己的觀點。大灰狼此時現身並透露自己其實是死神的化身，因為對鞋貓沒有重視他的任何生命感到憤怒而打算親自奪走他最後一條命。鞋貓嚇壞了並跑出洞穴，向許願之星跑去，留下吉蒂和佩洛。
在與三隻熊的爭論中，金髮姑娘透露她的願望是希望有一個人類家庭，導致三隻熊灰心灰意亂，但還是同意幫助她最後一次。到達許願之星後，鞋貓開始許願，直到吉蒂到來後因為他的自私而作出責罵，並透露她的願望是希望找到一個她可以信任的人。金髮姑娘、三隻熊和傑克到達，一場爭奪地圖的戰鬥隨之而來。金髮姑娘短暫地得到了地圖，但頓時醒覺為了拯救熊寶寶而放棄，而吉蒂則將傑克困在他的魔法無底包裡。
死神到來並挑戰鞋貓進行決鬥。從與同伴們在一起的時光中學到了生命的價值後，鞋貓放棄了對重拾九條命的願望，並成功使死神放開武器。鞋貓宣稱，他知道他永遠無法真正打敗他，但也永遠不會停止為他最後一條命而戰。意識到鞋貓不再傲慢，死神不情願地放過他並離開了，但他臨走前向鞋貓確認他們會在鞋貓真正死去的那天再次見面。
傑克吃了一種魔法零食，把他變成了一個巨人並從袋子裡逃了出來，佩洛分散了他的注意力，讓鞋貓、吉蒂和金髮姑娘破壞地圖，導致許願星粉碎並吞噬傑克，然後發射到天空並爆炸。金髮姑娘向三隻熊確認他們的確是她真正的家人，而他們亦決定接管傑克的生意，而鞋貓重新點燃了他與吉蒂的戀情。在片尾彩蛋中，鞋貓、吉蒂和佩洛從德爾馬鎮長那𥚃偷了一艘船，前往「遠的要命王國」與一些老朋友團聚。

## 配音員
| 配音員                        | 配音員 | 配音員      | 配音員      | 角色             |
| 美國                          | 台灣 | 香港        | 大陆        | 角色             |
| ----------------------------- | --- | ----------- | ----------- | ---------------- |
| 安東尼奧·班德拉斯             | 陳旭昇 王希華（歌曲）                                                                                           | 古明華      | 金永钢      | 皮靴貓（Puss in Boots）       |
| 莎瑪·海耶克                   | 錢欣郁 | 鄭家蕙      | 马小骥      | Q手吉蒂（Kitty Softpaws）      |
| 哈維·吉耶                     | 蔣鐵城 | 陳振聲      | 田波        | 佩洛（Perrito）         |
| 佛蘿倫絲·普伊                 | 穆宣名 | 衛蘭        | 张碧玉      | 金髮姑娘（Goldilocks）     |
| 雷·溫斯頓                     | 林谷珍 | 黃文偉      | 冯盛        | 熊爸爸（Papa Bear）       |
| 奧莉薇亞·柯爾曼               | 王瑞芹 | 陳安瑩      | 程玉洁      | 熊媽媽（Mama Bear）       |
| 山姆森·卡優                   | 張騰 | 張天賦      | 郝英杰      | 熊寶寶（Baby Bear）       |
| 華格納·莫拉                   | 符爽 | 黎家希      | 林强        | 狼／死神（Wolf / Death）     |
| 約翰·莫藍尼                   | 孟慶府 | 利耀堂      | 陈喆        | 大傑克霍納（"Big" Jack Horner）   |
| 達芬·喬伊·藍道夫              | 陳美貞 | 姜麗儀      | 林兰        | 露娜媽媽（Mama Luna）     |
| 安東尼·曼德茲 （Anthony Mendez）            | 楊明剛 | 馮允謙      | 张若冰      | 醫生（Doctor）         |
| 凱文·麥肯 （Kevin McCann）                | 陳宗岳 | 湯令山      | 郭政建      | 會說話的蟋蟀     |
|                               | 王希華 | 劉文光      |             | 州長（Governor） |
| 亞提米絲·帕博達尼 貝西·索達蘿 | 王貞令 劉如蘋                                                                                                   | 姜嘉蕾 吳梅 | 王静娱 谭珺 | 毒蛇姐妹（Serpent Sisters）     |
| 康拉德·威儂                   | | 鄭偉豪      | 张闻天      | 薑餅人（Gingy）       |
| 寇帝·卡麥隆                   | 孟慶府 | 古明華      | 张博涵      | 皮諾丘（Pinocchio）       |
|                               | | 錢家譽      |             | 小男孩           |
|                               | 游家宇 黃詠舜 梁力偉 黃牧祈 吳柏陞 藍學明 吳漢卿 林育如 石家欣 李杰葳 王逸萱 李榮恩 范瑞珍 馮瀚亭 李湘君 葉孝恩 |             |             |                  |

史瑞克和驢子在簡短的片段中出現，並沒有說話，曾在《鞋貓劍客》登場的伊美達（Imelda）也是如此。

## 製作
2012年11月，執行製片人吉勒摩·戴托羅說已經完成了幾部續集的草稿，而導演克里斯·米勒想把鞋貓帶到異國情調的地方冒險。2014年4月，鞋貓的配音員安東尼奧·班德拉斯說續集才剛剛開始製作。2014年6月12日，宣佈片名為，並計劃2018年11月2日在美國上映。
兩個月後，宣佈電影延遲至2018年12月21日在美國上映。2015年1月，電影在公司重組和夢工廠動畫公司每年上映兩部電影的新政策下被砍。兩個月後，班德拉斯採訪時透露，劇本正在重組，而且史瑞克可能會出現在電影裡。
2018年11月6日，據《綜藝》報導，克里斯·梅勒丹德利將擔任《史瑞克5》和《鞋貓劍客》續集的執行製作人，而原配音陣容將回歸飾演各自的角色。2019年2月26日，確認《鞋貓劍客》續集仍在製作中，並由鮑伯·培斯奇提執導。2021年3月17日，宣佈片名更改為，由《古魯家族：新石代》的導演喬爾·克勞佛執導，馬克·史威夫特擔任製片人，並定於2022年9月23日在美國上映。

### 編劇
在希望電影保留系列前作中的成人幽默的同時，克勞福也希望電影具有更黑暗的基調，以鞋貓的死亡和對死神的恐懼是電影的主要焦點，想利用鞋貓在他的最後一條命中的概念來講述一個關於如何享受生活的故事。斯威夫特認為，當專案開始製作時，《史瑞克系列》已超過20年，這使得電影探索了比前作更黑暗的主題。他從格林兄弟的童話故事中汲取靈感，以及它們是如何寫出「把你帶到黑暗的地方讓你欣賞光明的警世故事」。這也影響了將死神描繪成大灰狼的決定，因為格林童話故事中的大灰狼經常被描繪成「恐懼的化身」。這部電影的其他影響包括義大利西部片，因為這些電影如何平衡不同的音調，《黃昏三鏢客》被認為是對電影情節的特別影響。
克勞福說，他希望這部電影的喜劇像《史瑞克》一樣「前衛」，就是為了尊重觀眾從系列前作中喜歡的東西，儘管他仍然想用特許經營權做一些不同的事情，而不是重蹈熟悉的領域。他還有興趣從特許經營中加入更多角色，但不會以犧牲電影故事為代價。他還覺得「《鞋貓劍客》的一隻腳浸在《史瑞克系列》的童話世界裡，但另一隻腳卻浸在義大利西部世界」，為了平衡這兩個方面，影響了這部電影的某些決定。
對於電影的開場，製片人不僅想向普通觀眾重新介紹鞋貓，還想透過將他確立為名人來「「介紹」這個角色現在的位置」，編劇從米克·賈格爾那裡汲取靈感。克勞福希望鞋貓以「比生命更大」的身份開始這部電影，他來擁抱他的弱點。斯威夫特將這個故事描述為關於鞋貓的「有弄清楚我是誰，而沒有人們重視我的一切？」。在團隊認為鞋貓口頭表達他的弱點是「不真誠」之後，以他的恐慌症發作為特色的想法，而恐慌症被認為是角色的「自然點」，迫使他「放下作為一個無畏的英雄的外表」。 對於這個場景，克勞福和故事板藝術家泰勒·麥恰姆（Taylor Meacham）從他們的個人經歷中汲取了靈感。

### 動畫與美術設計
與夢工廠之前的電影《壞蛋聯盟》一樣，《鞋貓劍客2》的美術設計靈感來自於2018年上映的索尼動畫電影《蜘蛛人：新宇宙》融合2D手繪和3D電腦動畫的畫風，但讓本片的整體風格看起來更像西方童話故事書插圖的風格，則是製作設計師內特·弗拉格 (Nate Wragg)的提議。 此外，《鞋貓劍客2》的美術靈感也來自1988年動畫電影《阿基拉》。夢工廠在此次製作過程中使用了新技術，使得團隊更能專注於繪畫風格的設計，使電影看起來更像一個童話世界，不同於製作團隊的前身太平洋資料映畫公司為系列前作所塑造的風格。

## 發行
《鞋貓劍客2》由環球影業原定於2022年9月23日美國上映。2022年4月，電影延期至2022年12月21日美國上映。2022年11月26日進行了早期審查。
電影的前三十分鐘在2022年6月14日的安納西國際動畫電影節上放映。

## 評價
《鞋貓劍客2》獲得影評家與觀眾普遍正面的評價，爛番茄根據185條評論，總計「新鮮度」95%，平均分數7.6/10，觀眾好評度94%，平均分數4.6/5，網站共識評論寫道：「聰明、甜美、有趣的《鞋貓劍客2》在上一期發行十多年後問世，它證明了某些名作招牌只會隨著歲月的增長而變得更好。」。Metacritic根據29條評論，獲得平均加權分數73分（滿分100），代表「普遍好評」。觀眾評價方面，CinemaScore的問卷調查顯示受訪觀眾在A+至 F的評分區間，給本片的平均分數為「A」，PostTrak的調查報告則表明有89%的受訪觀眾給予本片好評。

## 獲獎與提名獎項
| 頒獎單位                   | 頒獎日期            | 獎項類別                                  | 獲獎或提名者                                    | 結果     | 參考來源 |
| -------------------------- | ------------------- | ----------------------------------------- | ----------------------------------------------- | -------- | -------- |
| 第13屆好萊塢傳媒音樂大獎   | 2022年11月16日      | 好萊塢傳媒音樂大獎 最佳動畫原創電影音樂獎 | 艾特·培瑞拉                                     | 提名     | [ 28 ]   |
| 第26屆拉斯維加斯影評人協會 | 2022年12月18日      | 最佳動畫片獎                              | 《鞋貓劍客2》                                   | 提名     | [ 29 ]   |
| 第26屆拉斯維加斯影評人協會 | 2022年12月18日      | 最佳家庭片                                | 《鞋貓劍客2》                                   | 提名     | [ 29 ]   |
| 第5屆大西紐約影評人協會    | 2022年12月30日      | 最佳動畫獎                                | 《鞋貓劍客2》                                   | 提名     | [ 30 ]   |
| 第80屆金球獎               | 2023年1月10日       | 金球獎最佳動畫                            | 《鞋貓劍客2》                                   | 提名     | [ 31 ]   |
| 女性電影記者聯盟           | 2023年1月5日        | 最佳動畫片獎                              | 《鞋貓劍客2》                                   | 提名     | [ 32 ]   |
| 女性電影記者聯盟           | 2023年1月5日        | 最佳動畫女性                              | 莎瑪·海耶克                                     | 提名     | [ 32 ]   |
| 2022年金番茄獎             | 2023年1月13日       | 最佳動畫片                                | 《鞋貓劍客2》                                   | 第四名   | [ 33 ]   |
| 2022年金番茄獎             | 2023年1月13日       | 最佳全國上映片                            | 《鞋貓劍客2》                                   | 第十六名 | [ 34 ]   |
| 第28屆評論家選擇電影獎     | 2023年1月15日       | 最佳動畫片                                | 《鞋貓劍客2》                                   | 提名     | [ 35 ]   |
| 第6屆好萊塢影評人協會      | 2023年2月24日       | 最佳配音或動作捕捉表演獎                  | 安东尼奥·班德拉斯                               | 待定     | [ 36 ]   |
| 第6屆好萊塢影評人協會      | 2023年2月24日       | 最佳動畫片獎                              | 《鞋貓劍客2》                                   | 待定     | [ 36 ]   |
| 拉丁娛樂記者協會           | 2023年2月26日(LEJA) | 最佳動畫片                                | 《鞋貓劍客2》                                   | 提名     | [ 37 ]   |
| 拉丁娛樂記者協會           | 2023年2月26日(LEJA) | 最佳配音演出或動作捕捉                    | 安东尼奥·班德拉斯、Harvey Guillén、Wagner Moura | 提名     | [ 37 ]   |